# 375 Uršula
375 Uršula (mednarodno ime je 375 Ursula) je zelo velik asteroid tipa C (po Tholenu) oziroma tipa Xc (po SMASS) v asteroidnem pasu. 

## Odkritje
Asteroid je odkril francoski astronom Auguste Charlois ( 1864 – 1910) 18. septembra 1893 v Nici. Izvor imena ni znan.

## Lastnosti
Asteroid Uršula obkroži Sonce v 5,52 letih. Njegova tirnica ima izsrednost 0,107, nagnjena pa je za 15,949° proti ekliptiki. Njegov premer je okoli 216 km .